# Szydłów (Sainte-Croix)
Pour les articles homonymes, voir Szydłów.
Szydłów,, [ˈʂɨdwuf] est une ville du comté de Staszów, dans la voïvodie de Świętokrzyskie, dans la Petite-Pologne. C'est le chef-lieu de la gmina (district administratif) appelée Gmina Szydłów. Il se trouve à environ 13 kilomètres (8 mi) à l'ouest de Staszów et 43 km (27 mi) au sud-est de la capitale régionale Kielce. Le village a une population de  1 093 habitants. 
L'histoire de Szydłów remonte au XIIe siècle. Il a acquis ses droits de ville en 1329 et les a perdus en 1869. Le village abrite plusieurs attractions touristiques, dont la synagogue de Szydłów du XVIe siècle, plusieurs bâtiments et églises datant du XIVe siècle et les ruines d'un château de la même période. Le premier inventaire officiel des bâtiments importants en Pologne, Une vue générale de la nature des monuments anciens du Royaume de Pologne, dirigé par Kazimierz Stronczyński de 1844–1855, décrit la synagogue de Szydłów comme l'un des bâtiments architecturaux remarquables de la Pologne. 

## Emplacement
Szydłów est situé dans les basses terres polonaises, entre les montagnes Świętokrzyskie et la plaine de Połaniec. La ville se trouve à l'intérieur des limites de la zone de paysage protégé de Chmielnik –Szydłów. La ville est distante de Kielce de 40 kilomètres et de Staszów de 12 kilomètres. En raison de nombreux vergers de pruniers, le village est appelé Plum Capital of Poland. Chaque année, le Plum Festival se déroule dans la ville. Le village est traversé par deux routes régionales - 765th et 756th; en outre, Szydłów est un arrêt de la Chemin de Petite-Pologne. 